# Юлий Сердикийски
Юлий Сердикийски е древноримски християнски духовник, епископ на Сердика около 424 – 431 година.
Първото му споменаване е като един от получателите на писмо на папа Целестин I до епископите в Илирик от 424 година. Той е и сред участниците в Третия вселенски събор в Ефес през 431 година. Там той защитава Несторий, за което е осъден и с императорска заповед е изпратен на заточение.